# Son Young-ki
Dans ce nom coréen, le nom de famille, Son, précède le nom personnel Young-ki.
Son Young-ki (coréen : 손영기), né le 30 mai 1985, est un escrimeur sud-coréen.
Il a remporté plusieurs médailles d'or aux championnats asiatiques d'escrime. Lors des championnats du monde d'escrime 2019, il a remporté une médaille de bronze.

## Palmarès
- Championnats du monde d'escrime
  -  Médaille de bronze par équipes aux championnats du monde d'escrime 2007 à Saint-Pétersbourg
  -  Médaille de bronze par individuel aux championnats du monde d'escrime 2019 à Budapest

- Championnats d'Asie d'escrime
  -  Médaille d'or par équipes aux championnats d'Asie d'escrime 2013 à Shanghai
  -  Médaille d'or par équipes aux championnats d'Asie d'escrime 2016 à Wuxi
  -  Médaille d'or par équipes aux championnats d'Asie d'escrime 2018 à Bangkok
  -  Médaille d'argent par individuel aux championnats d'Asie d'escrime 2015 à Singapour
  -  Médaille d'argent par équipes aux championnats d'Asie d'escrime 2014 à Suwon
  -  Médaille d'argent par équipes aux championnats d'Asie d'escrime 2015 à Singapour
  -  Médaille de bronze par équipes aux championnats d'Asie d'escrime 2017 à Hongkong
  -  Médaille de bronze par individuel aux championnats d'Asie d'escrime 2017 à Hongkong